# آلترنوژست
آلترنوژست (به انگلیسی: Altrenogest) با فرمول شیمیایی C۲۱H۲۶O۲ یک ترکیب شیمیایی با شناسه پاب‌کم ۱۰۰۴۱۰۷۰ است. که جرم مولی آن ۳۱۰٫۴۲۹۹۴ گرم بر مول می‌باشد.